# 1834 en science
| Années de la science : 1831 - 1832 - 1833 - 1834 - 1835 - 1836 - 1837    |
| Décennies de la science : 1800 - 1810 - 1820 - 1830 - 1840 - 1850 - 1860 |

Cet article présente les faits marquants de l'année 1834 en science.

## Événements
- 13 janvier : le chimiste français Jean-Baptiste Dumas présente à l'Académie des sciences un mémoire sur la « théorie ou loi empirique de substitutions »[1]. Cette découverte, reprise par Auguste Laurent, lance une controverse contre la théorie du dualisme électrochimique de Berzelius et ouvre la voie à la théorie atomique[2].

- 14 mars : John Herschel découvre l'amas ouvert NGC 3603[3].

Le brevet américain « US Patent X8277 » décerné à Cyrus McCormick pour son invention d'une moissonneuse.

- 21 avril : l'horloger français Jean-Charles Peltier dans ses Expériences sur la caloricité des courants électriques présente à l'Institut sa découverte de l'effet Peltier (aussi appelé effet thermoélectrique), phénomène physique de transfert thermique en présence d'un courant électrique[4],[5].

- 21 juin : l’ingénieur américain Cyrus McCormick dépose le brevet de la moissonneuse-lieuse mécanique, tractée par des chevaux[6].

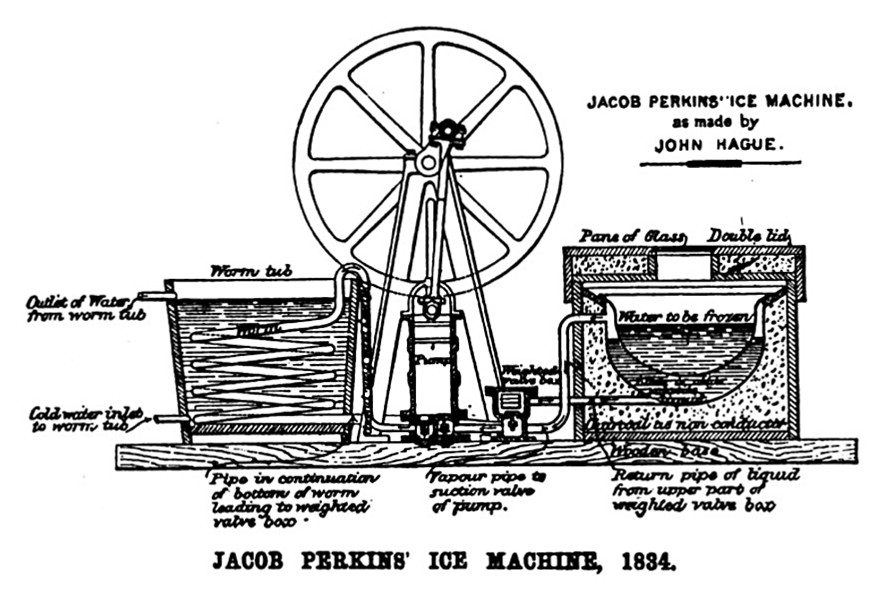
Le machine à fabriquer de la glace de Perkins.

- 14 août : l'inventeur américain Jacob Perkins dépose à Londres le brevet d'une première machine frigorifique par la méthode de compression des vapeurs d'éther efficace[7].
- Août : première observation d'un soliton, une onde solitaire, par l'ingénieur naval écossais John Scott Russell le long d'un canal près d'Édimbourg, qu'il appelle « onde de translation »[8].
- 23 décembre : l'architecte britannique Joseph Hansom dépose un brevet pour un cabriolet, le hansom cab[9].

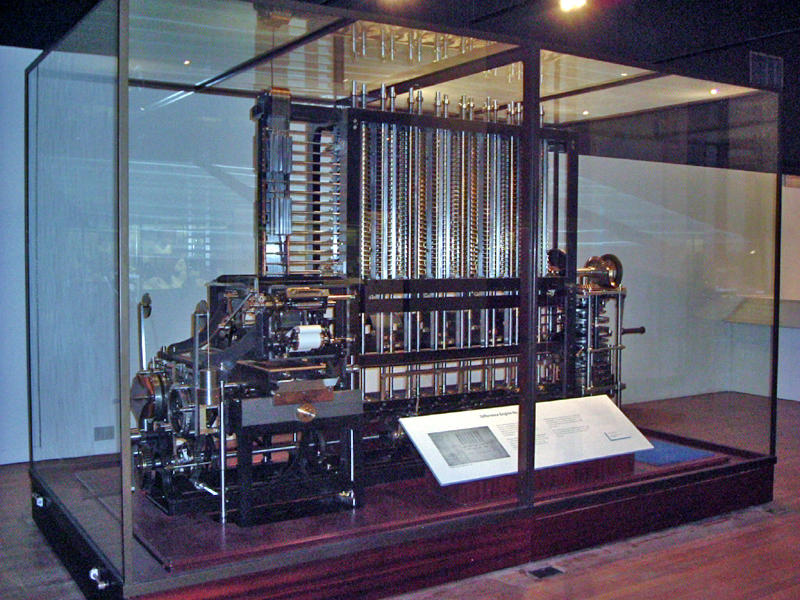
Machine à calculer #2, construite suivant les plans de Babbage. (London Science Museum)

- Le mathématicien britannique Charles Babbage conçoit les plans d'une machine à calculer programmable, la machine analytique, destinée à fonctionner comme un calculateur automatique[10].
- Le chimiste allemand Runge extrait le phénol, l’aniline et la quinoléine du charbon de houille, point de départ de l’industrie chimique des colorants[11].

- L'ingénieur français Émile Clapeyron présente une formulation de la deuxième loi de la thermodynamique dans son essai Sur le rendement des machines mécaniques, écrit à partir de ses travaux sur les moteurs à vapeur[12].
- Le géologue allemand Friedrich August von Alberti définit la période du Trias, en référence aux trois unités lithostratigraphiques : Buntsandstein, Muschelkalk et Keuper[13].

## Publications

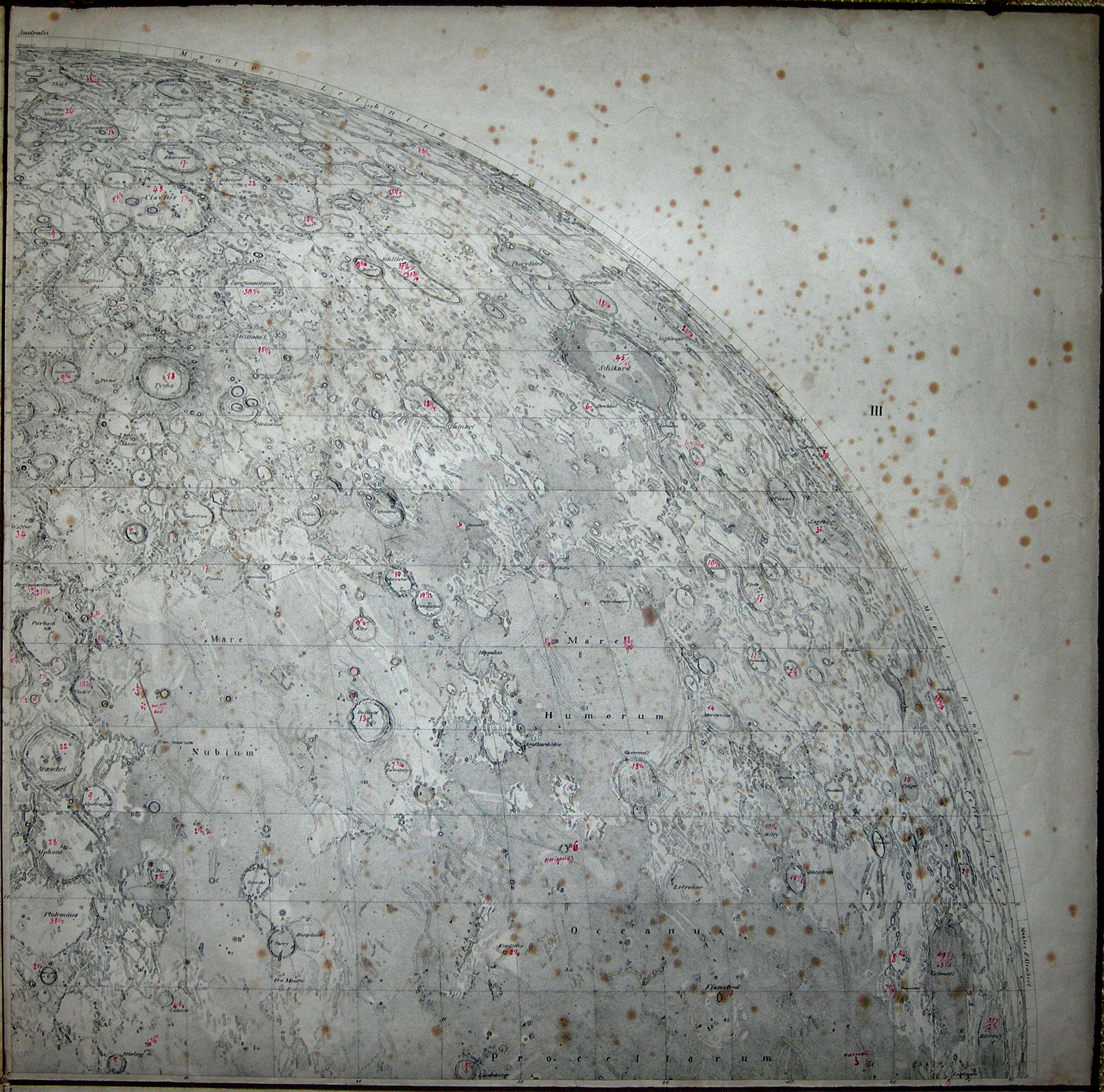
Carte de la lune de Beer et von Mädler.

- Wilhelm Beer et Johann Heinrich von Mädler : Mappa Selenographica, la première carte de la face visible de La lune.
- Louis Poinsot : Théorie nouvelle de la rotation des corps

## Prix
- Médailles de la Royal Society
  - Médaille Copley : Giovanni Plana
  - Médaille royale : Charles Lyell et John William Lubbock
  - Médaille Rumford : Macedonio Melloni

## Naissances

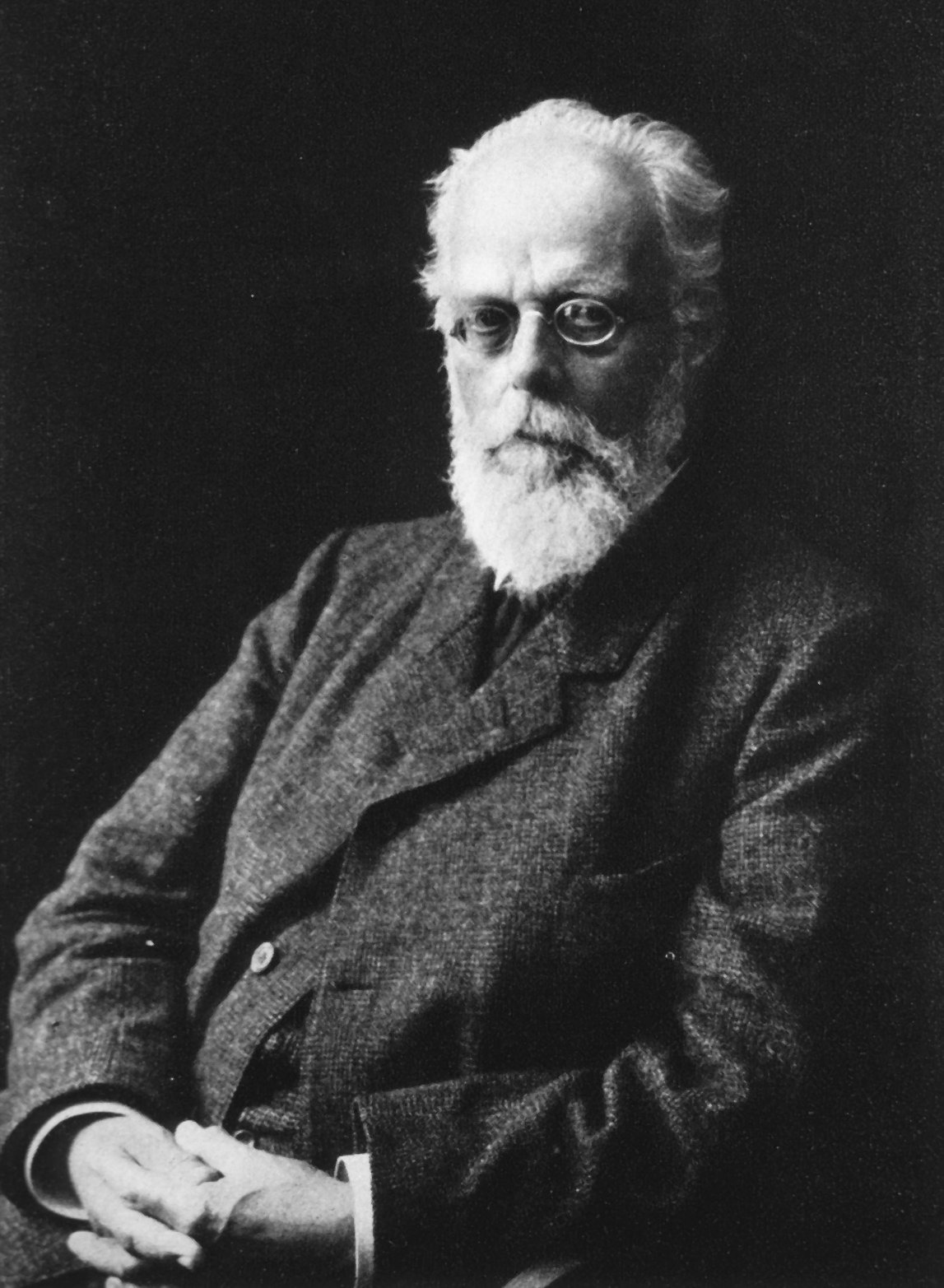
August Weismann

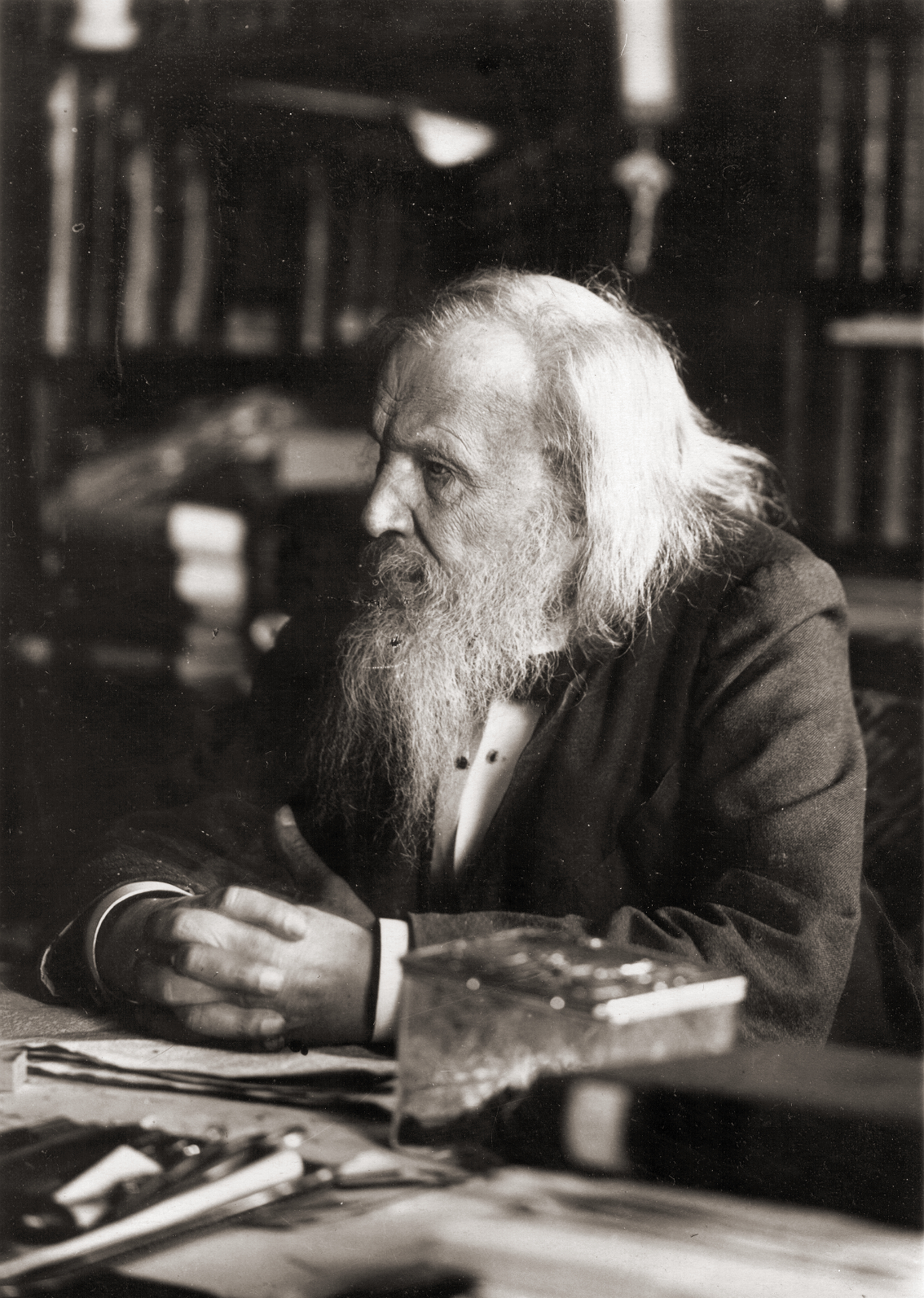
Dmitri Mendeleïev

- 15 janvier : Frederick DuCane Godman (mort en 1919), ornithologue et entomologiste britannique.
- 17 janvier : August Weismann (mort en 1914),médecin et biologiste allemand.
- 20 janvier : Adolph Frank (mort en 1916), chimiste, ingénieur et homme d'affaires allemand.

- 6 février : Edwin Klebs (mort en 1913), médecin allemand.
- 8 février : Dmitri Mendeleïev (mort en 1907), chimiste russe, inventeur de la classification périodique des éléments actuelle.
- 13 février :
  - Heinrich Caro (mort en 1910), chimiste allemand.
  - Maurice Chaper (mort en 1896), paléontologue et géologue français.
- 16 février : Ernst Haeckel (mort en 1919), biologiste allemand.

- 16 mars : James Hector (mort en 1907), géologue, naturaliste et chirurgien écossais.
- 17 mars : Gottlieb Daimler (mort en 1900), constructeur automobile allemand.
- 21 avril : Adrien René Franchet (mort en 1900), botaniste français.
- 26 avril : Hugo Schiff (mort en 1915), chimiste allemand.
- 30 avril : John Lubbock (mort en 1913), préhistorien britannique.

- 8 mai : Fritz Müller (mort en 1895), médecin et zoologue suisse.
- 14 mai : Friedrich von Rosen (mort en 1902), paléontologue et minéralogiste russe.
- 20 mai : Albert Niemann (mort en 1861), chimiste et pharmacien allemand.

- 4 août : John Venn (mort en 1923), mathématicien et logicien britannique.
- 22 août : Samuel Pierpont Langley (mort en 1906), physicien, inventeur et astronome américain.

- 25 septembre : Désiré van Monckhoven (mort en 1882), chimiste, opticien et physicien belge.

- 6 octobre : Alfred Naquet (mort en 1916), médecin, chimiste et homme politique français.
- 15 octobre : Friedrich Tietjen (mort en 1895), astronome allemand.
- 27 octobre : François Mocquard (mort en 1917), herpétologiste français.

- 11 novembre : Leon Vaillant (mort en 1914), zoologiste français.
- 28 novembre : Étienne Laspeyres (mort en 1913), économiste et statisticien allemand.

- 15 décembre : Charles Augustus Young (mort en 1908), astronome américain.
- 26 décembre : Louis Henry (mort en 1913), chimiste organicien belge.
- 28 décembre : Pierre Jean Marie Delavay (mort en 1895), missionnaire, botaniste et grand collecteur de plantes en Chine.

- Albert Repman (mort en 1917), savant russe d'origine française, physicien.

## Décès

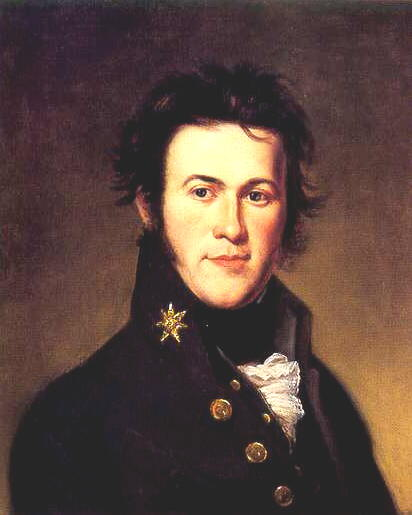
Thomas Say

- 17 janvier : Giovanni Aldini (né en 1762), physicien italien.
- 2 février : Frédéric de Bissy (né en 1768), lieutenant-colonel d'infanterie et astronome français.
- 26 février : Aloys Senefelder (né en 1771), inventeur de la lithographie.

- 5 mars : Leopoldo Cicognara (né en 1767), archéologue et historien italien.
- 10 juin : Karl Christian von Langsdorf (né en 1757), mathématicien, géologue, biologiste et ingénieur allemand.

- 12 juillet : David Douglas (né en 1799), botaniste américain.

- 7 août : Joseph Marie Jacquard (né en 1752), inventeur français, à qui l'on doit le métier à tisser semi-automatique.
- 31 août : Karl Ludwig Harding (né en 1765), astronome allemand.

- 9 septembre : James Weddell (né en 1787), explorateur britannique.

- 10 octobre : Thomas Say (né en 1787), naturaliste et zoologiste américain.
- 12 octobre : Carlos de Gimbernat (né en 1768), géologue et naturaliste espagnol.
- 31 octobre : Éleuthère Irénée du Pont de Nemours (né en 1771), chimiste et industriel américain.